# Самі Насері
Самі́ (Саї́д) Насері́  (фр. Samy (Saïd) Naceri); (нар. 2 липня 1961, Париж) — французький актор і продюсер. Став відомим здебільшого після головної ролі у фільмі «Таксі». Крім успішної кар'єри актора, також відомий численними порушеннями закону і судимостями.

## Біографія
Народився 2 липня 1961 в Парижі від шлюбу французької матері, Жаклін, родом з Нормандії і алжирського батька Джілалі, який емігрував до Франції до проголошення незалежності Алжиром. 
В дитинстві мав ім'я Саїд, був одним із шістьох дітей у сім'ї. Школу залишив у віці 16 років, протягом декількох років працював на дрібних роботах. З 18 років почав вживати наркотики. У віці 20 років потрапив у автомобільну аварію, від якої отримав характерний шрам на обличчі. З раннього віку мав проблеми з правосуддям: у 1984 році був засуджений до п'яти років позбавлення волі за пограбування, з яких відсидів чотири.
Після виходу з в'язниці намагався почати кар'єру на сцені, але у той час не отримав визнання. Також у цей час поміняв свої ім'я Саїд на Самі. Першу роль отримав у фільмі Раї, яка отримала схвальну реакцію критиків. Справжній успіх почався після знайомства з режисером Люком Бессоном. Перші проби на екрані почалися ще під час зйомок фільму «Леон», де виконував епізодичну роль. Найбільший успіх з'явився після зйомок у фільмі «Таксі», де він зіграв головну роль молодого водія таксі. Успіх першого фільму Таксі спонукав авторів на продовження серіалу, де у наступних фільмах також знімався. У 2006 році за участь у фільмі Патріоти отримав премію за найкращу чоловічу роль на Канському кінофестивалі.
Незважаючи на акторський успіх, починаючи з 2000-х років, регулярно притягався до суду за різні злочини, за які також відбував неодноразові тюремні ув'язнення. Останній раз звільнився з в'язниці у червні 2009 року. У 2010 році написав книгу про своє життя і кар'єру актора.
У 2017 році рейсом із Москви відвідав анексований Крим після запрошення так званої «комісії з прав людини в місцях ув'язнення», через що був внесений до бази сайту «Миротворець».

## Фільмографія
| Рік  |   | Українська назва          | Оригінальна назва         | Роль |
| ---- | - | ------------------------- | ------------------------- | ---- |
| 1989 | ф | Французька революція      | La Révolution française   |      |
| 1994 | ф | Леон                      | Léon: The Professional    |      |
| 1995 | ф | Raï                       | Raï                       |      |
| 1997 | ф | Love in Paris             | Love in Paris             |      |
| 1997 | ф | Sous les pieds des femmes | Sous les pieds des femmes |      |
| 1998 | ф | Таксі                     | Taxi                      |      |
| 1999 | ф | One 4 All                 | One 4 All                 |      |
| 2000 | ф | Таксі 2                   | Taxi 2                    |      |
| 2001 | ф | Старший Фершо             | L'Aîné des Ferchaux       |      |
| 2002 | ф | The Nest                  | The Nest                  |      |
| 2002 | ф | The Code                  | The Code                  |      |
| 2003 | ф | Таксі 3                   | Taxi 3                    |      |
| 2006 | ф | Патріоти                  | Days of Glory             |      |
| 2007 | ф | Таксі 4                   | Taxi 4                    |      |
| 2013 | ф | Tip Top                   | Tip Top                   |      |